# RusJet
RusJet（ラスジェット、ルスジェット、ロシア語: РусДжет）は、ロシアの航空会社。ビジネスジェットのチャーター運航を手掛ける。

## 概要
2005年、有限責任会社「航空分野における有望なプロジェクトの管理機関」によって設立された。英語での社名はRusJet Airlines Joint Stock Companyである。

### ロシアのウクライナ侵攻による制裁
2022年ロシアのウクライナ侵攻などを受けて、他のロシアの航空会社と同様にウクライナ政府からの制裁の対象となっている。
2023年4月22日、アルゼンチンのコマンダンテ・アマンド・トラ国際空港（エル・カラファテ）およびエセイサ国際空港（ブエノスアイレス）おいて、同社のボンバルディア グローバル・エクスプレス 6000（RA-73550）が給油拒否された。直接的な制裁によるものではないが、現地の石油会社がアメリカ合衆国からの追加制裁を恐れたことによるものと報道されている。その後、パラグアイのシルビオ・ペッティロッシ国際空港（アスンシオン）にて給油を行い、ブエノスアイレスに戻った。

## 保有機材

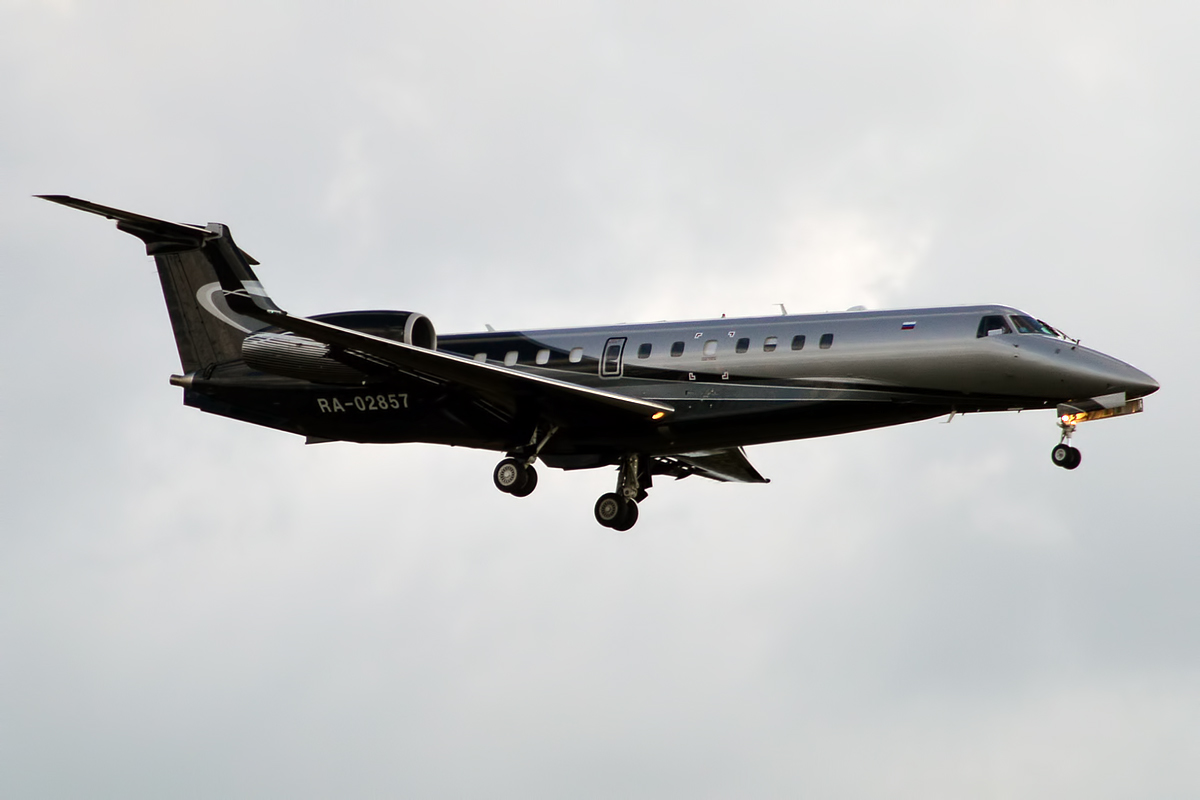
エンブラエル・レガシー600

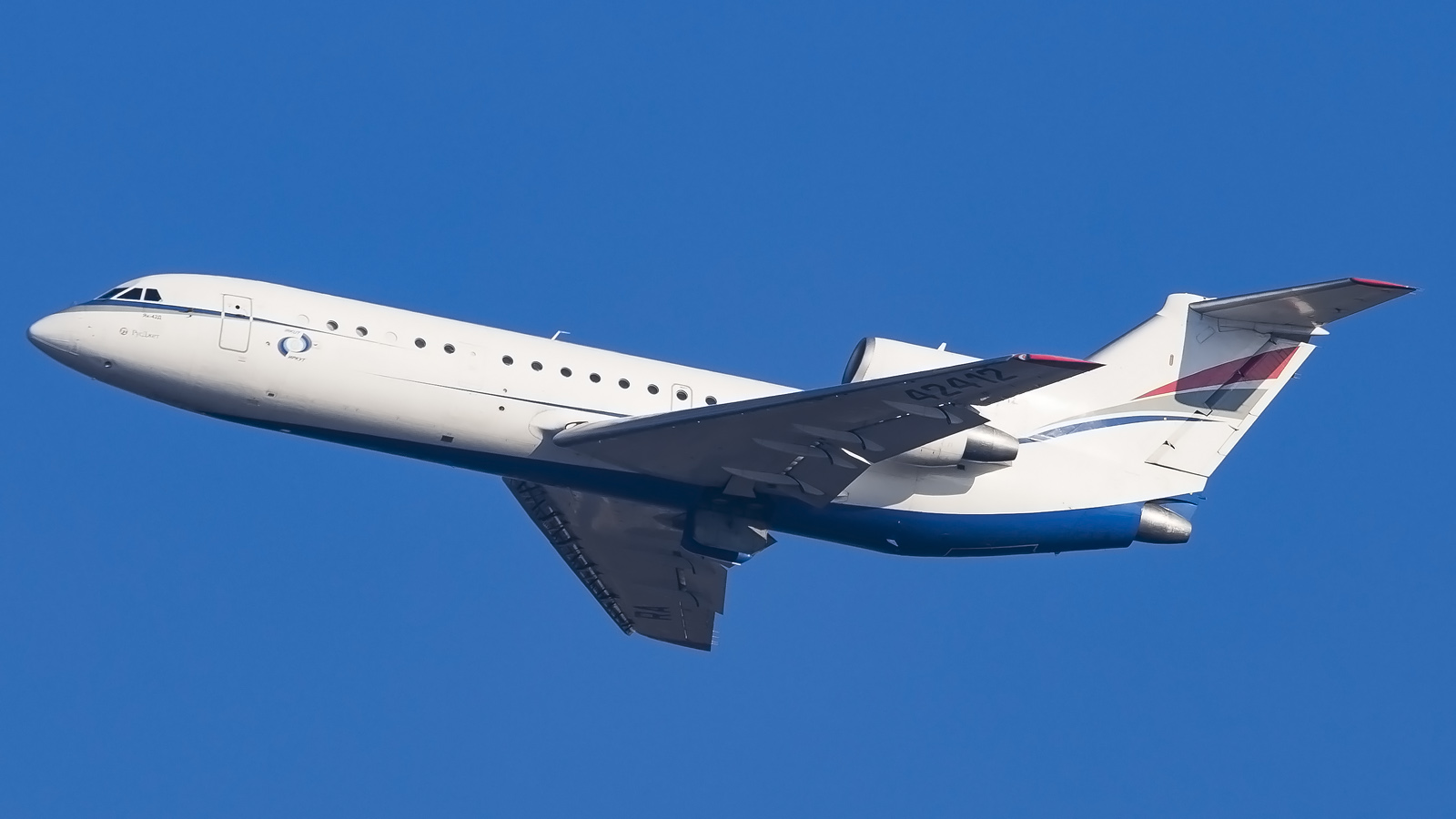
ヤコヴレフ Yak-42D

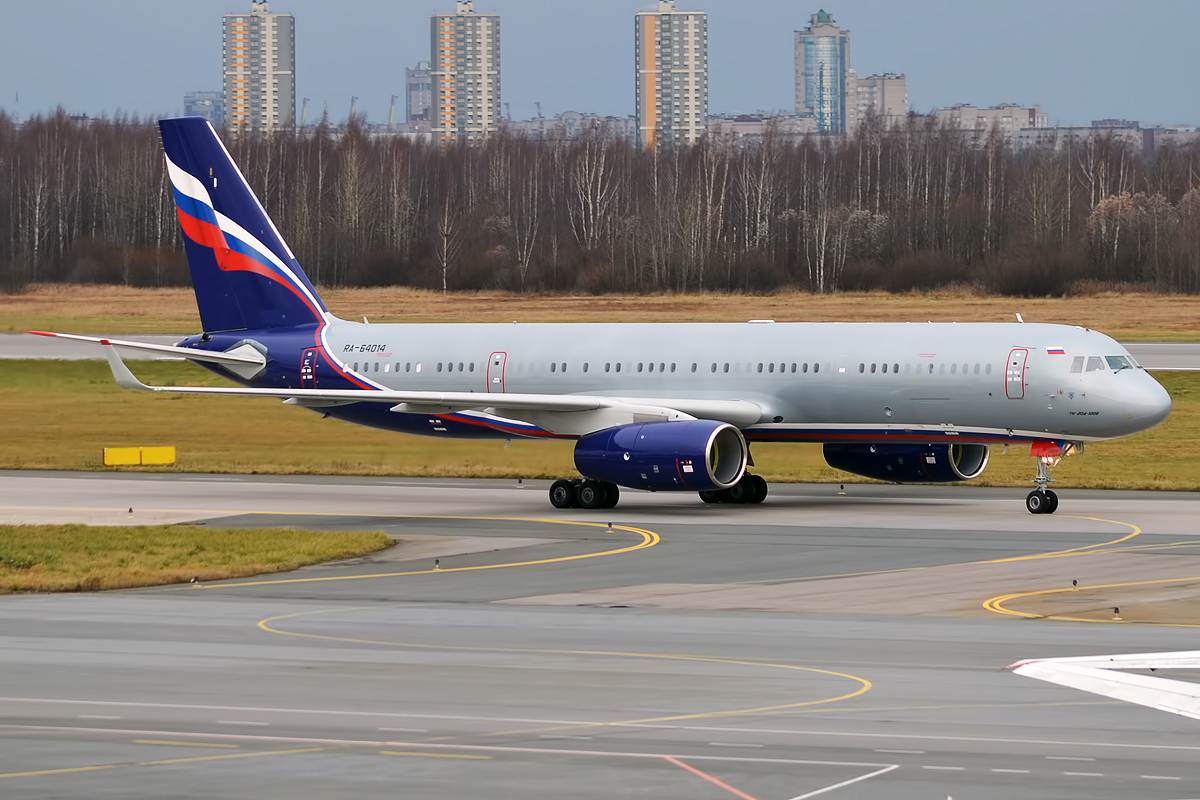
Tu-204（退役済み）

RusJetは以下の機材を保有している。Flightradar24によれば、2023年4～5月時点で運航されている機材は以下の通りである。
- エンブラエル・レガシー600 - 2機
  - RA-02751、RA-02857
- ボンバルディア グローバル・エクスプレス 5000 - 2機
  - RA-67132、RA-67226
- ボンバルディア グローバル・エクスプレス XRS - 2機
  - RA-73527、RA-73529
- ボンバルディア グローバル・エクスプレス 6000 - 3機
  - RA-67777、RA-73528、RA-73550
- スホーイ・スーパージェット100–95 - 1機
  - RA-89033
- ヤコヴレフ Yak-42D - 1機
  - RA-42412